# (500475) 2012 TF236
(500475) 2012 TF236 es un asteroide perteneciente al cinturón de asteroides, descubierto el 7 de octubre de 2012 por el equipo del Pan-STARRS desde el Observatorio de Haleakala, Hawái, Estados Unidos.

## Designación y nombre
Designado provisionalmente como 2012 TF236.

## Características orbitales
2012 TF236 está situado a una distancia media del Sol de 3,126 ua, pudiendo alejarse hasta 3,477 ua y acercarse hasta 2,775 ua. Su excentricidad es 0,112 y la inclinación orbital 6,222 grados. Emplea 2019,23 días en completar una órbita alrededor del Sol.

## Características físicas
La magnitud absoluta de 2012 TF236 es 16,3. 